# Reneilwe Letsholonyane
Reneilwe Letsholonyane, född 9 juni 1982 i Soweto, Gauteng, är en sydafrikansk fotbollsspelare (mittfältare) som spelar för TS Galaxy. Han har tidigare spelat för bland annat Kaizer Chiefs. 

## Klubbkarriär
Letsholonyane debuterade för Kaizer Chiefs den 30 augusti 2008, i en 1–2 förlust mot Thanda Royal Zulu, och spelade för Kaizer till och med säsongen 2015/2016. Inför säsongen 2016/2017 skrev han på för SuperSport United. Inför säsongen 2020/2021 gick Letsholonyane till TS Galaxy som förvärvat Highlands Parks rättigheter för spel i Premier Soccer League.

## Landslagskarriär
Letsholonyane har även spelat för det sydafrikanska landslaget. Hans landslagsdebut kom den 30 september 2008, i en 3–0 vinst över Malawi.